# Thomas McKean
Thomas McKean, född 19 mars 1734 i Chester County i Pennsylvania, död 24 juni 1817 i Philadelphia i Pennsylvania, var en amerikansk politiker. Han var Delawares president från september till oktober 1777 och Pennsylvanias guvernör 1799–1808. Han var först federalist, valdes sedan två gånger till Pennsylvanias guvernör som demokrat-republikan och tredje gången som oberoende kandidat med stöd av federalisterna. Som ledamot av kontinentalkongressen från Delaware var McKean en av signatärerna till USA:s självständighetsförklaring och dessutom medförfattare till Konfederationsartiklarna.
McKean studerade juridik och inledde 1755 sin karriär som advokat i Delaware. Senare vidareutbildade han sig i London. Han var ledamot av kontinentalkongressen 1774–1776 och 1778–1782.  I juli 1781 efterträdde McKean Samuel Huntington som kontinentalkongressens talman och efterträddes i november samma år av John Hanson. Som Delawares president tjänstgjorde McKean en kort tid hösten 1777 för att ämbetsinnehavaren John McKinly hade blivit tillfångatagen av brittiska trupper.
Samtidigt som McKean fortsatte med sin politiska karriär i Delaware, tillträdde han 1777 som chefsdomare i Pennsylvanias högsta domstol. McKean efterträdde 1799 Thomas Mifflin som Pennsylvanias guvernör och efterträddes 1808 av Simon Snyder. McKean County har fått sitt namn efter Thomas McKean. Orsaken till att just det området namngavs efter McKean är att han i samband med en gränstvist bidrog till att det blev en del av Pennsylvania snarare än Connecticut.